# 北宫括
北宫括（？—？），即北宫懿子，中国春秋时期卫国的卿，卫成公的后代。前574年，郑国子驷攻打晋国，北宫括救晋侵郑。前564年，随晋、鲁、齐、卫、宋、曹、莒、邾、滕、薛、杞、小邾讨伐郑国，北宫括随荀偃、韩起。
前559年春，吴国到晋国报告战败情况，鲁国的季孙宿、叔老和晋国的士匄、齐国的崔杼、宋国的华阅、仲江，卫国的北宫括，郑国的公孙虿，曹国人，莒国人，邾国人，滕国人，薛国人，杞国人，小邾国人和吴国人在向地会见，为吴国策划进攻楚国。
前559年夏季四月，鲁叔孙豹和晋荀偃、齐崔杼、宋华阅、仲江、卫北宫括、郑公孙虿，曹国人，莒国人，邾国人，滕国人，薛国人，杞国人，小邾国人讨伐秦国。
因为北宫括积极参与伐秦，这次活动中《春秋》记载了他的名字。